# العلاقات اليابانية الغامبية
العلاقات اليابانية الغامبية هي العلاقات الثنائية التي تجمع بين اليابان وغامبيا.

## مقارنة بين البلدين
هذه مقارنة عامة ومرجعية للدولتين:
| وجه المقارنة                                              | اليابان         | غامبيا       |
| --------------------------------------------------------- | --------------- | ------------ |
| المساحة (كم2)                                             | 377.97 ألف      | 11.30 ألف    |
| عدد السكان (نسمة)                                         | 126.79 مليون    | 2.10 مليون   |
| الكثافة السكانية (ن./كم²)                                 | 335.45          | 185.84       |
| العاصمة                                                   | طوكيو           | بانجول       |
| اللغة الرسمية                                             | اللغة اليابانية | لغة إنجليزية |
| العملة                                                    | ين ياباني       | دالاسي غامبي |
| الناتج المحلي الإجمالي (بليون دولار)                      | 4.87 تريليون    | 1.01 مليار   |
| الناتج المحلي الإجمالي (تعادل القوة الشرائية) بليون دولار | 5.18 تريليون    | 3.34 مليار   |
| الناتج المحلي الإجمالي الاسمي للفرد دولار أمريكي          | 34.52 ألف       | 471          |
| الناتج المحلي الإجمالي للفرد دولار أمريكي                 | 36.62 ألف       |              |
| مؤشر التنمية البشرية                                      | 0.903           | 0.441        |
| رمز المكالمات الدولي                                      | +81             | +220         |
| رمز الإنترنت                                              | .jp             | .gm          |
| المنطقة الزمنية                                           | توقيت اليابان   | 00           |

## منظمات دولية مشتركة
يشترك البلدان في عضوية مجموعة من المنظمات الدولية، منها:
| علم المنظمة | اسم المنظمة                               | تاريخ انضمام اليابان | تاريخ انضمام غامبيا |
| ----------- | ----------------------------------------- | -------------------- | ------------------- |
|             | مؤسسة التنمية الدولية                     | 27 ديسمبر 1960       | 18 أكتوبر 1967      |
|             | البنك الإفريقي للتنمية                    | ?                    | ?                   |
|             | يونسكو                                    | 2 يوليو 1951         | 1 أغسطس 1973        |
|             | مؤسسة التمويل الدولية                     | 20 يوليو 1956        | 19 سبتمبر 1983      |
|             | منظمة حظر الأسلحة الكيميائية              | ?                    | ?                   |
|             | الأمم المتحدة                             | 18 ديسمبر 1956       | 21 سبتمبر 1965      |
|             | الاتحاد الدولي للاتصالات                  | 29 يناير 1879        | 27 مايو 1974        |
|             | منظمة الشرطة الجنائية الدولية             | ?                    | ?                   |
|             | البنك الدولي للإنشاء والتعمير             | 13 أغسطس 1952        | 18 أكتوبر 1967      |
|             | الاتحاد البريدي العالمي                   | ?                    | ?                   |
|             | المركز الدولي لتسوية المنازعات الاستشارية | 16 سبتمبر 1967       | 26 يناير 1975       |
|             | وكالة ضمان الاستثمار متعدد الأطراف        | 12 أبريل 1988        | 11 سبتمبر 1992      |
|             | منظمة التجارة العالمية                    | ?                    | ?                   |

## وصلات خارجية
- موقع وزارة الخارجية اليابانية
- موقع وزارة الخارجية الغامبية